# Port lotniczy Tobias Bolanos
Port lotniczy Tobías Bolaños (ang. Tobías Bolaños International Airport, IATA: SYQ, ICAO: MRPV) – międzynarodowy port lotniczy zlokalizowany w kostarykańskiej stolicy – San José.

## Linie lotnicze i połączenia
- Nature Air (Krajowe: Arenal, Barra del Colorado, Drake Bay, Liberia, Limon, Palmar Sur, Puerto Jimenez, Punta Islita, Quepos, Nosara, Tamarindo, Tambor, Tortuguero. Międzynarodowe: Bocas del Toro, Panama)
- Paradise Air
- Aerobell